# Runavíkar kommuna
Runavíkar kommuna is een gemeente op het eiland Eysturoy, op de Faeröer. De gemeente omvat de plaatsen Elduvík, Funningsfjørður, Glyvrar, Lambareiði, Lambi, Oyndarfjørður, Rituvík, Runavík, Saltangará, Skálafjørður, Skáli, Skipanes, Søldarfjørður en Æðuvík.